# Mikro-, kis- és középvállalkozás
A vállalkozások méret szerinti vagylagos csoportosítását az Európai Unió jogából a magyar jog is átvette 2004-től. E csoportosítás szerint beszélhetünk mikrovállalkozásokról, kisvállalkozásokról és középvállalkozásokról. Ezeket leegyszerűsítve gyakran kis- és középvállalkozásoknak (rövidítve kkv, angol rövidítéssel SME) nevezik. A csoportosítás külön választja azokat a cégeket, vállalkozásokat, amelyeknek alkalmazotti létszáma kisebb egy előre meghatározottnál, illetve árbevétele egy előre meghatározott szint alatt marad. A kkv-k manapság fontos szerepet töltenek be az egyes nemzeti gazdaságok szerkezetében, és sajátosságaikat és szükségleteiket tekintve eltérnek a nagyvállalatoktól és a multinacionális vállalatoktól.

## Magyarországi helyzetük
Magyarországon 1982-ben vezettek be néhány kisvállalkozásnak nevezett gazdálkodó szervezeti formát. 1990-ben ezt követte az egyéni vállalkozásról szóló törvény.
Magyarországon a vállalkozás méretének meghatározása a kis-és középvállalkozásokról, illetve fejlődésük támogatásáról szóló- többször módosított - 2004. évi XXXIV. törvény (Kkvtv.) szerint történik. A törvény meghatározza a mikro-, kis- és középvállalat (kkv), valamint a nagyvállalat fogalmát. A vállalkozások sokféle szempont alapján csoportosíthatóak. Ez azt jelenti, hogy vannak általános jellemzőik, mint például társasági forma, tevékenységi kör, méret.
A magyar és az európai uniós besorolás szerint egy kkv lehet:
| Kkv kategória | Foglalkoztatotti létszáma | Éves nettó árbevétele | vagy mérlegfőösszege |
| ------------- | ------------------------- | --------------------- | -------------------- |
| Közép         | < 250                     | ≤ 50 millió €         | ≤ 43 millió €        |
| Kis           | < 50                      | ≤ 10 millió €         | ≤ 10 millió €        |
| Mikro         | < 10                      | ≤ 2 millió €          | ≤ 2 millió €         |

A Kkvtv. alapján nem minősül kkv-nak az a vállalkozás, amelyben az állam vagy az önkormányzat közvetlen vagy közvetett tulajdoni részesedése - tőke vagy szavazati joga alapján - külön-külön vagy együttesen meghaladja a 25%-ot. A kkv besorolás alkalmazása során figyelembe kell venni továbbá a törvény szerint kapcsolt és partner vállalkozásnak számító vállalkozások adatait is.
Leggyakrabban a méret szerinti csoportosítást használják, ahol a méretet a foglalkoztatottak száma, az árbevétel és a vagyon nagysága jellemezheti. A tevékenység jellege határozza meg, hogy a vállalkozás a termelő, a kereskedelmi, a bérbeadó szolgáltató, vagy a közvetítő szolgáltató üzleti modellt követi. A kis- és középvállalkozások jogilag önálló termelő-, vagy szolgáltató egységek, tevékenységük során piacképes termékké vagy szolgáltatássá alakítják át a különböző erőforrásokat.